# Selfjöll
Selfjöll är kullar i republiken Island. De ligger i regionen Norðurland eystra, 400 km nordost om huvudstaden Reykjavík.